# Центурион
 За британският танк вижте Центурион (танк).  
Центурион (лат. centurio – стотник) е член на младшия команден състав на римската армия. Командвал центурия.
Центурионите носели посребрена люспеста броня (lorica squamata), на която били запоени наградите им (falerae) и наколенници. Гребенът на шлема им бил закрепен напречно. Меча носели отляво, а камата (pugio) – отдясно. Също така отличителен техен белег била и лозовата палка (vitis), с която наказвали легионерите за различни прегрешения.
След реформите на Гай Марий в един легион имало по 59 центуриона, по 6 във всяка кохорта (с изключение на 1 кохорта, с 5 центуриона).
Командирът на първата центурия на първата кохорта (centuria prior) командвал същевременно и цялата манипула и се наричал Primus pilus. Той бил с най-висок ранг измежду всички останали центуриони и имал право да участва на военния съвет и да изказва мнение. Другите 4 центуриона на Първа кохорта се казвали primi ordines и също участвали на военния съвет.
В останалите кохорти командващите на първите 2 центурии се казвали съответно – pilus prior и pilus posterior, после следвали princes prior и princes posterior; hastatus prior и hastatus posterior. Най-низшият по звание бил decimus hastatus posterior – центурионът на десетата задна центурия на хастатите.
Йерархия на центурионите в един легион:
- Кохорта I. Primus pilus.
  - Centurio I princeps prior.
  - Centurio I hastatus prior.
  - Centurio I princeps posterior.
  - Centurio I hastatus posterior.
- Кохорта II.
  - Centurio II pilus prior.
  - Centurio II princeps prior.
  - Centurio II hastatus prior.
  - Centurio II pilus posterior.
  - Centurio II princeps posterior.
  - Centurio II hastatus posterior.

................................
- Кохорта X.
  - Centurio X pilus prior.
  - Centurio X princeps prior.
  - Centurio X hastatus prior.
  - Centurio X pilus posterior.
  - Centurio X princeps posterior.
  - Centurio X hastatus posterior.